# Jaime Pereira Rodrigues Baptista
Jaime Pereira Rodrigues Baptista CvC • CvA • OA ( — ), frequentemente referido apenas como Jaime Baptista, foi um oficial do Exército Português, onde atingiu o posto de capitão da arma de Infantaria, que se distinguiu pelo seu activismo político, o que o levou a participar em diversos golpes e intentonas durante a fase final da Primeira República Portuguesa, incluindo o Golpe de 28 de Maio de 1926. Apesar de ter sido membro da Junta de Salvação Pública presidida por José Mendes Cabeçadas que saiu daquele golpe de Estado, manteve-se defensor do regime democrático, tendo depois integrado o reviralhismo, o que o levou a ser perseguido durante o Estado Novo.
A 28 de Fevereiro de 1919 foi feito Cavaleiro da Ordem Militar de São Bento de Avis, a 28 de Junho de 1919 foi feito Cavaleiro da Ordem Militar de Nosso Senhor Jesus Cristo e a 5 de Outubro de 1926 foi elevado a Oficial da Ordem Militar de São Bento de Avis.